# Peredmér
Peredmér (szlovákul Predmier) község Szlovákiában, a Zsolnai kerületben, a Nagybiccsei járásban.

## Fekvése
Nagybiccsétőltól 4 km-re délnyugatra, a Vág bal oldalán fekszik.

## Története
A régészeti leletek tanúsága szerint területén már a bronzkorban a lausitzi kultúra települése állt. Számos lelet került elő a vaskorból és a 12.-13. század közötti időszakból is. A leletek általában a zsolnai múzeumba kerültek.
A települést 1193-ban III. Béla adománylevelében említik először. A falu biróját 1312-ben említik először. 1318-ban „Predmier”, „Pregmer”, 1332-ben „Pretmer” néven szerepel az írott forrásokban. A tatárjárás során a falu elpusztult. Templomát az 1332-ben kelt pápai tizedjegyzék már említi. 1439-ban 16 másik faluval együtt a vágbesztercei uradalom része volt. 1458-ban az uradalommal együtt a Podmaniczky család birtoka lett. Mátyás király 1458. március 15-én Budán kelt oklevelében „Predmyer” alakban szerepel. Következő említése 1471-ben történik „Predmyr” néven, egy Domaniczky László részére történt adományozással kapcsolatban.
Peredmért a turóci konvent 1525. január 29-i oklevele mezővárosként említi. A 16. század közepén a várost kolerajárvány pusztította, melyben sokan meghaltak. A Podmaniczkyak kihalása után 1553-ban a vágbesztercei uradalom Mérey Anna birtoka lett, majd általa a Balassák szerezték meg. I. Lipót császár elvette a Thököly Imrét támogató Balassa Imrétől és a Sepériaknak adta. 1573-ban I. Miksa császártól vásártartási jogot kapott. 1598-ban 52 ház állt a településen. A 17. században a kézművesség fellendülése itt elmaradt, a kovácsokon és molnárokon kívül más mesterség nem nyert tért a településen. 1783-ban 124 házában 788 lakos élt.
A 18. század végén Vályi András így ír róla: „PREDMÉR. Tót Mezőváros Trentsén Vármegyében, földes Urai Gr. Balassa, és Gr. Szapáry Uraságok, lakosai katolikusok, fekszik Zolnához másfél mértföldnyire, az Uraságnak gazdasági, külömbféle épűletein kivűl, Ispotállya is van, határjának fölgye termékeny, keresetre van módgya, első osztálybéli.”
1828-ban 123 háza és 794 lakosa volt. Lakói főként mezőgazdasággal, drótozással, erdei munkákkal foglalkoztak. Egykor sörfőzde, a 19. században fűrészüzem található itt.
Fényes Elek 1851-ben kiadott geográfiai szótárában így ír a településről: „Predmir, tót m. v., Trencsén vmegyében, a Vágh bal partján, egy igen szép és termékeny rónaságon. Számlál 751 kath., 30 zsidó lak. Van kath. paroch. temploma, több nemesi curiája és épületje, számos mesteremberekkel együtt; jó sört főz. F. u. Hrabóvszky, és Marsovszky nemes családok. Ut. p. Zsolna.”
A 20. század elején papírgyár is működött a településen. A trianoni békéig Trencsén vármegye Vágbesztercei járásához tartozott.

## Népessége
| Év:            | 1994. | 2004.   | 2014.   | 2024.   |
| -------------- | ----- | ------- | ------- | ------- |
| Emberek száma: | 1335  | 1350    | 1364    | 1363    |
| Eltérés:       |       | +1,12 % | +1,03 % | -0,07 % |

| Év:            | 2023. | 2024.   |
| -------------- | ----- | ------- |
| Emberek száma: | 1359  | 1363    |
| Eltérés:       |       | +0,29 % |

1880-ban 726 lakosából 640 szlovák és 18 magyar anyanyelvű volt.
1910-ben 868 lakosából 781 szlovák és 65 magyar anyanyelvű volt.
2001-ben 1347 lakosából 1335 szlovák volt.
2011-ben 1371 lakosából 1345 szlovák volt.

## Neves személyek
- Itt született 1745-ben Hannulik János Krizosztom piarista gimnáziumi igazgató.
- Itt született 1755-ben Jozef Ignác Bajza kanonok, szlovák író.
- Itt szolgált Bodorovszky Sámuel szolgabíró.

## Nevezetességei
- Szent Gál tiszteletére szentelt római katolikus temploma 1799-ben épült klasszicista stílusban, a korábbi templom helyén. Régi templomának 13. századi keresztelőmedencéje a mai napig is fennmaradt. Legértékesebb műkincse egy 15. századi gótikus kehely. Alatta a templom kegyurainak sírboltja található. A templom előtt 1799-ben készült barokk kálvária áll.
- Nepomuki Szent János szobra 1797-ben épült.
- A korábbi iskola, a posta és a lóistálló épülete 18. századi.
- Klasszicista kastélya a 19. század közepén épült.
- Szent Vendel szobra a 19. század elején, Szűz Mária kápolnája a század második felében készült.

## Külső hivatkozások
- Hivatalos oldal
- Községinfó
- Peredmér Szlovákia térképén
- E-obce.sk Archiválva 2010. május 4-i dátummal a Wayback Machine-ben